# Lochrin
Lochrin est un quartier d'Édimbourg en Écosse.

## Géographie
Il se situe au sud-ouest du centre-ville, à l'ouest de Tollcross et au sud de Fountainbridge. Lochrin abrite un large éventail de commerces de détail, d'installations de loisirs, d'autres entreprises et de logements. D'importants nouveaux projets de bureaux et de logements ont remplacé certains des bâtiments les plus anciens.

## Histoire

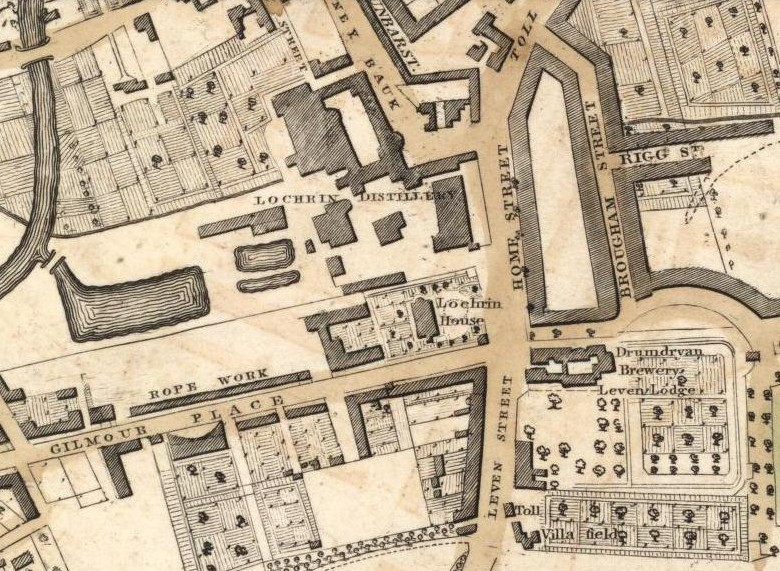
Plan de Lochrin en 1831.

Lorsque les bassins à l'extrémité est du canal de l'Union sont comblés et que le canal est tronqué en 1921, le bassin de Lochrin devient le terminus est. À cette époque, le pont levant de Leamington est déplacé de l'endroit où Fountainbridge traverse le canal à son emplacement actuel, juste à l'ouest du bassin. 
Le bassin de Lochrin est la pièce maîtresse d'Edinburgh Quay, un développement à usage mixte offrant des bureaux et des logements ainsi que des locaux sous licence, qui a été élu meilleur projet de régénération en Écosse aux Scottish Design Awards 2005. C'est également l'extrémité est du Forth and Clyde Canal Pathway (en).